# 苗語
苗語是苗族人語言的統稱，屬於苗瑤語的苗語支。分布在中國的湖南、四川、貴州、雲南等地；以及越南、老撾、泰國、美国等国。苗語可以分为湘西（100万人）、黔東（210万人）和川黔滇（300多万人）三大方言。其中以川黔滇方言最為複雜。這三大方言與布努語等语言共同組成苗語支。

## 方言分類
以下為苗語的三個主要分支：
1. 湘西方言(dut Xongb)，又名“東部方言”或“紅苗”，100万人：
  1. 西部次方言 mmr（湘西方言标准语基于湘西州花垣县吉卫乡腊乙坪村苗语），90万人；
  2. 東部次方言 muq，5万多人。
2. 黔東方言(hveb Hmub)，又名“中部方言”或“黑苗”200多万人：
  1. 北部土語 hea（黔東方言标准语基于黔东南州凯里市三棵树镇养蒿村苗语），120万人；
  2. 東部土語 hmq，35万人；
  3. 南部土語 hms，50万人；
  4. 西部土语，1万人。
3. 川黔滇方言，又名“西部方言”，300多万人：
  1. 川黔滇次方言(lol Hmongb)，200多万人（国内150万人），分为第一cqd、第二sfm、第三土語，包括白苗mww、青苗hnj、角角苗hrm、汉苗hmz、hmv、hmf等方言；
  2. 滇東北次方言 (ad Hmaob lul) ，又称大花苗hmd，30万人；
  3. 貴陽次方言，19万人，分为北部huj、西南hmg、南部hmy、西北、中南五个土语；
  4. 惠水次方言，18万人，分为北部hmi、西南hmh、中部hmc、東部hme四个土语；
  5. 麻山次方言，14万人，分为中部hmm、北部hmp、西部hmw、南部hma、东南、西南六个土语；
  6. 羅泊河次方言 hml，6万人。
  7. 重安江次方言 hmj，又称革家语，6万人。
  8. 平塘次方言，2万4000人，分为东部、北部、南部、西部四个土语。

越南、老挝、泰国和美国等地的苗语基本都属于川黔滇次方言。

## 音韻
苗语各方言的声母数量都超过韵母。

### 聲母
特点有：
- 各方言都有塞擦音（如/ʦ/）
- 绝大多数地区有小舌塞音/q/和/qʰ/
- 绝大多数地区有清鼻音、清边音
- 除黔东方言外，都有鼻冠塞音、鼻冠塞擦音（如/nt/、/nʦ/）。

### 韵母
韵母一般只有一个鼻音韵尾，没有塞音韵尾。

### 聲調
据推测，古苗语曾有过平上去入四个声调，和中古汉语的四声相应。后来根据古苗语声母的清浊，每个声调都分阴阳，共八个声调。在一些方言中，这些声调又发生了分化和合并。现代苗语各方言有3到13个声调不等，但是有很好的对应关系。各方言标准点的声调对应如下。
| 调类 | 序号 | 苗文字母 | 調值      | 調值 | 調值   | 調值   |
| ---- | ---- | -------- | --------- | ---- | ------ | ------ |
| 调类 | 序号 | 苗文字母 | 湘西      | 黔東 | 川黔滇 | 滇東北 |
| 阴平 | 1    | b        | 35        | 33   | 43     | 55     |
| 阳平 | 2    | x        | 31        | 55   | 31     | 35     |
| 阴上 | 3    | d        | 44        | 35   | 55     | 55     |
| 阳上 | 4    | l        | 33        | 22   | 21     | 33/12  |
| 阴去 | 5    | t        | 53        | 44   | 44     | 33     |
| 阳去 | 6    | s        | 42        | 13   | 13     | 53/31  |
| 阴入 | 7    | k        | 并入第3调 | 53   | 33     | 11     |
| 阳入 | 8    | f        | 并入第4调 | 31   | 24     | 53/31  |

## 文字
1905年，来自英国的传教士柏格理（Samuel Pollard）创办了光华小学。他和苗族人杨雅各等合作，针对分布在云南省东北部和贵州省威宁县、赫章县一带苗族的语言特色，结合英文字母及标点符号建立起一套拼音文字系统理论，现称滇东北老苗文，又称柏格理苗文、石门坎苗文、框式苗文。并曾用于翻译《圣经》和赞美诗。另外，云南昆明市禄劝县一带信仰基督教的彝族和傈僳族也使用外国传教士根据柏格理苗文字母设计的彝文和傈僳文，称柏格理彝文（也称黑彝文）和柏格理傈僳文，分别记录的是彝语东部方言和傈僳语禄劝方言。
1950年代中国大陆政府对湘西方言、黔东方言、川黔滇次方言和滇东北次方言各设计了一套使用拉丁字母的拼音文字，1980年代又略有调整。